# Ezkio-Itsaso
Ezkio-Itsaso är en kommun i Spanien. Den ligger i Gipuzkoaprovinsen i den autonoma regionen Baskien i norra delen av landet, 300 km norr om huvudstaden Madrid. Antalet invånare är 588 (2024). Arean är 21,22 kvadratkilometer.